# Santa Maria Assunta e San Giuseppe a Primavalle (titolo cardinalizio)
Santa Maria Assunta e San Giuseppe a Primavalle è un titolo cardinalizio istituito da papa Francesco il 7 dicembre 2024. Il titolo insiste sulla chiesa di Santa Maria Assunta e San Giuseppe a Primavalle.

## Titolari
- Baldassare Reina, dal 7 dicembre 2024